# Nick Fullwell
Nick Fullwell, född 6 juni 1969 i Stourbridge i Storbritannien, är en engelsk dartspelare som spelar för Professional Darts Corporation.

## Karriär
Fullwell gick med i PDC-kretsen under 2005 och missade nätt och jämnt kvalifikationen för World Grand Prix, då han förlorade i sista matchen mot Gary Welding. Efter att Fullwell kämpade för att nå framsteg i turneringar, misslyckades han med att kvalificera sig till de flesta större turneringarna, inklusive UK Open. Det var inte förrän i slutet av 2007 som Fullwell började visa löften, då han nådde sextondelsfinalen i en Player Championship-turnering i Nederländerna. Han nådde därefter kvartsfinalen i Bobby Bourn Memorial Trophy 2008.
Fullwell vann kvalet till 2009s PDC World Darts Championship genom att besegra den tidigare världsmästaren Richie Burnett under vägen dit, och slog så småningom Ken Dobson för att kvalificera sig. Han mötte 2005-finalisten Mark Dudbridge i den första rundan, men förlorade med 3–2.

## World Championship-resultat

### PDC
- 2009: 1:a rundan (förlorad mot Mark Dudbridge 2–3)